# Överkonvergent modulär form
Inom matematiken är överkonvergenta modulära former speciella p-adiska modulära former som är element av vissa p-adiska Banachrum (vanligen med oändlig dimension) 
som innehåller klassiska rum av modulära former som delrum. De introducerades av Nicholas M. Katz 1972.